# 朴恩影
朴恩影（韓語：박은영，1991年—）是一名韓國中式料理女性廚師，師承韓國華僑的名廚呂敬來。

## 生平
她在父母親的鼓勵之下，大學進入彗田大學學習中式料理，之後也取得餐飲管理的碩士學位。2011年參加李錦記所舉辦的中式料理大賽中，認識了當時擔任評審的呂敬來，但是一開始並沒有一起工作，朴恩影先是在首爾麻浦區的中式料理餐廳Louis工作，經過兩年的工作經驗之後，加入了鉑爾曼大使酒店當中，呂敬來主持的「紅寶閣」中餐廳，在其麾下習藝10餘年，後來香港的中式料理餐廳GRAND MAJESTIC SICHUAN邀約之下，她成為這家餐廳的副主廚。
中式料理需要短時間且大量的體力工作，朴恩影卻能自在的待在廚房工作，因為面容姣好也有中廚仙女的稱號，因為參與Netflix的實境節目《黑白大廚》，因為節目規則的設定，黑湯匙廚師必須先用江湖名號代稱，因此在節目當中被暱稱為「中式料理女神」，而且是第一位進入20人榜單當中的主廚，因而受到觀眾的喜愛和關注。
朴恩影生活多采多姿，和恩師呂敬來共同經營Youtube頻道，也會找雙胞胎的姐姐朴恩京上節目,根據認識的哥哥第468集(大約42分10秒左右),雙胞胎的姐姐朴恩京是從事金融圈的公司職員；個人興趣是露營、滑雪、瑜珈和高爾夫球，目前因為工作而定居於香港。

## 參與節目
- Netflix《黑白大廚：料理階級大戰》
- JTBC《拜託了冰箱 since 2014》

## 外部連結
- YouTube上的여가네 / 여경래, 박은영 셰프님頻道
- 朴恩影的Instagram帳戶